# Blondfire
Blondfire é uma banda nova-iorquina de música pop independente, composta pelos irmãos Bruce e Erica Driscoll. A banda gravou seu primeiro disco, em 2002, com o nome Astaire. No entanto, o nome foi mudado para Blondfire em julho de 2005 devido a ameaças de processos pelos herdeiros de Fred Astaire.
Desde 2015 a banda tem apenas Erica Driscoll como cantora solo.
Os irmãos Driscoll são filhos de mãe brasileira, têm dupla cidadania americana e brasileira e costumam citar Tom Jobim, Caetano Veloso e Astrud Gilberto como influências na sua formação musical.
1. ↑   Arquivado em janeiro 27, 2013, no Wayback Machine
2. ↑  «Blue Microphones | Blondfire». Bluemic.com. Consultado em 6 de março de 2014
3. ↑  «Playlist: 10 tracks you need to hear». digitalspy.com. 9 de fevereiro de 2016